# Vuelta a Colombia 2006
La 56.ª edición de la Vuelta a Colombia (patrocinada como: Vuelta a Colombia Pilsen 2006) tuvo lugar entre el 5 y el 20 de agosto de 2006. Fue la segunda ocasión en que la competencia partió de territorio venezolano, luego de la edición de 1965 y la cuarta vez que lo hizo por fuera de Colombia, luego de la edición de 1993.
El boyacense José Castelblanco se coronó por cuarta vez como campeón de la Vuelta con un tiempo de 46 h, 40 min y 42 s. La última etapa consistió en un circuito de 108 km en Medellín ganado por Juan Pablo Forero. La carrera tuvo un final polémico, debido a que Hernán Buenahora, quien alcanzó el liderazgo de la carrera justo en la penúltima etapa, no fue autorizado a correr la etapa final a raíz de que en el control de hematocrito realizado al ciclista, presentó más del porcentaje admitido por la Comisión Médica de la Unión Ciclística Internacional, UCI.

## Equipos participantes
| Equipo                                                | Cód. UCI | Categoría   |
| ----------------------------------------------------- | -------- | ----------- |
| Atom-Azpiru                                           | ATO      | Continental |
| Canal V.O.S-Cicloases                                 |          | Aficionado  |
| Coldeportes                                           |          | Aficionado  |
| Colombia es Pasión-Coldeportes                        |          | Aficionado  |
| Coordinadora                                          |          | Aficionado  |
| EPM-Orbitel                                           |          | Aficionado  |
| EPM-Orbitel B                                         |          | Aficionado  |
| Frutidelicias Frugos del Valle                        |          | Aficionado  |
| Gobernación del Zulia-Alcaldía de Cabimas (Venezuela) |          | Aficionado  |
| Gobernación Norte de Santander-Selle Italia           |          | Aficionado  |
| Idermeta                                              |          | Aficionado  |
| Indeportes Boyacá-Alcaldía de Paipa                   |          | Aficionado  |
| Lotería de Boyacá-Coordinadora                        |          | Aficionado  |
| Lotería del Táchira (Venezuela)                       |          | Aficionado  |
| Postal Express-Liga Bogotá                            |          | Aficionado  |

## Etapas
| Etapa      | Fecha        | Recorrido                                | Distancia (km)     | Ganador                 | Líder                 |                    |
| ---------- | ------------ | ---------------------------------------- | ------------------ | ----------------------- | --------------------- | ------------------ |
| 1.ª etapa  | 5 de agosto  | Táriba - San Cristóbal                   | 19,8 (CRI)         | Libardo Niño Corredor   | Libardo Niño Corredor |                    |
| 2.ª etapa  | 6 de agosto  | Circuito San Cristóbal                   | 144                | Alejandro Iván Cortés   | Libardo Niño Corredor |                    |
| 3.ª etapa  | 7 de agosto  | San Cristóbal - Pamplona                 | 133                | Javier Alberto González | Libardo Niño Corredor |                    |
| 4.ª etapa  | 8 de agosto  | Piedecuesta - San Gil                    | 113,5              | Jhon Freddy García      | Heberth Gutiérrez     |                    |
| 5.ª etapa  | 9 de agosto  | San Gil - Tunja                          | 183,3              | Manuel Medina           | Heberth Gutiérrez     |                    |
| 6.ª etapa  | 10 de agosto | Circuito del Sol y del Acero Sogamoso    | 159,2              | Juan Pablo Forero       | Heberth Gutiérrez     |                    |
|            | 11 de agosto | Descanso en Bogotá                       | Descanso en Bogotá | Descanso en Bogotá      | Descanso en Bogotá    | Descanso en Bogotá |
| 7.ª etapa  | 12 de agosto | Madrid - Ibagué                          | 203,6              | Walter Pedraza          | Heberth Gutiérrez     |                    |
| 8.ª etapa  | 13 de agosto | Ibagué - Armenia                         | 114,1              | Álvaro Sierra           | Fabio Duarte          |                    |
| 9.ª etapa  | 14 de agosto | Armenia - Cali                           | 185                | Carlos Andrés Ibáñez    | Fabio Duarte          |                    |
| 10.ª etapa | 15 de agosto | Palmira - Buga                           | 47,8 (CRE)         | EPM-Orbitel             | Fabio Duarte          |                    |
| 11.ª etapa | 16 de agosto | Buga - Cartago                           | 139,6              | Juan Pablo Forero       | Fabio Duarte          |                    |
| 12.ª etapa | 17 de agosto | Santa Rosa de Cabal - Ciudad Bolívar     | 192,8              | José Serpa              | Fabio Duarte          |                    |
| 13.ª etapa | 18 de agosto | Ciudad Bolívar - Medellín Pueblito Paisa | 150,6              | Hernán Buenahora        | José Castelblanco     |                    |
| 14.ª etapa | 19 de agosto | Envigado - Alto del Escobero             | 10,7               | Hernán Buenahora        | Hernán Buenahora      |                    |
| 15.ª etapa | 20 de agosto | Circuito Medellín                        | 108                | Juan Pablo Forero       | José Castelblanco     |                    |

## Clasificaciones finales
Las clasificaciones finalizaron de la siguiente forma:

### Clasificación general
| Clasificación general |                        |                                           |                  |
| Ciclista              | Ciclista               | Equipo                                    | Tiempo           |
| --------------------- | ---------------------- | ----------------------------------------- | ---------------- |
| 1.º                   | José Castelblanco      | Gobernación del Zulia-Alcaldía de Cabimas | 46 h 40 min 42 s |
| 2.º                   | Daniel Rincón          | EPM-Orbitel                               | + 2 min 10 s     |
| 3.º                   | Álvaro Sierra          | Lotería de Boyacá                         | + 2 min 51 s     |
| 4.º                   | Fabio Duarte           | EPM-Orbitel                               | + 4 min 13 s     |
| 5.º                   | Javier González        | EPM-Orbitel                               | + 7 min 44 s     |
| 6.º                   | Juan Diego Ramírez     | EPM-Orbitel                               | + 8 min 22 s     |
| 7.º                   | Edwin Parra            | EPM-Orbitel                               | + 8 min 38 s     |
| 8.º                   | Jairo Hernández        | Colombia es Pasión                        | + 15 min 07 s    |
| 9.º                   | Libardo Niño Corredor  | Lotería de Boyacá                         | + 19 min 35 s    |
| 10.º                  | Javier de Jesús Zapata | EPM-Orbitel                               | + 21 min 51 s    |

### Clasificación de la montaña
| Clasificación de la montaña |                   |                                           |        |
| Ciclista                    | Ciclista          | Equipo                                    | Puntos |
| --------------------------- | ----------------- | ----------------------------------------- | ------ |
| 1.º                         | Fabio Montenegro  | Frugos del Valle                          | 51     |
| 2.º                         | José Castelblanco | Gobernación del Zulia-Alcaldía de Cabimas | 50     |
| 3.º                         | Álvaro Sierra     | Lotería de Boyacá-Coordinadora            | 47     |

### Clasificación de las metas volantes
| Clasificación de las metas volantes |                   |                                          |        |
| Ciclista                            | Ciclista          | Equipo                                   | Puntos |
| ----------------------------------- | ----------------- | ---------------------------------------- | ------ |
| 1.º                                 | Juan Pablo Forero | Colombia es Pasión                       | 46     |
| 2.º                                 | Rónald González   | Lotería del Táchira                      | 37     |
| 3.º                                 | Walter Pedraza    | Gobernación Norte Santander-Selle Italia | 28     |

### Clasificación de la regularidad
| Clasificación de la regularidad |                   |                                           |        |
| Ciclista                        | Ciclista          | Equipo                                    | Puntos |
| ------------------------------- | ----------------- | ----------------------------------------- | ------ |
| 1.º                             | José Castelblanco | Gobernación del Zulia-Alcaldía de Cabimas | 96     |
| 2.º                             | Fabio Duarte      | EPM-Orbitel                               | 86     |
| 3.º                             | Juan Pablo Forero | Colombia es Pasión                        | 80     |

### Clasificación de los novatos
| Clasificación de los novatos |                   |                     |                  |
| Ciclista                     | Ciclista          | Equipo              | Tiempo           |
| ---------------------------- | ----------------- | ------------------- | ---------------- |
| 1.º                          | Fabio Duarte      | EPM-Orbitel         | 46 h 44 min 55 s |
| 2.º                          | Edwin Parra       | EPM-Orbitel         | + 4 min 25 s     |
| 3.º                          | Jackson Rodríguez | Lotería del Táchira | + 18 min 59 s    |

### Clasificación por equipos
| Clasificación por equipos |                                           |                   |
| Equipo                    | Equipo                                    | Tiempo            |
| ------------------------- | ----------------------------------------- | ----------------- |
| 1.º                       | Lotería de Boyacá-Coordinadora            | 138 h 17 min 14 s |
| 2.º                       | Lotería de Boyacá-Coordinadora            | + 4 min 42 s      |
| 3.º                       | Gobernación del Zulia-Alcaldía de Cabimas | + 37 min 55 s     |